# Juanito Pardo

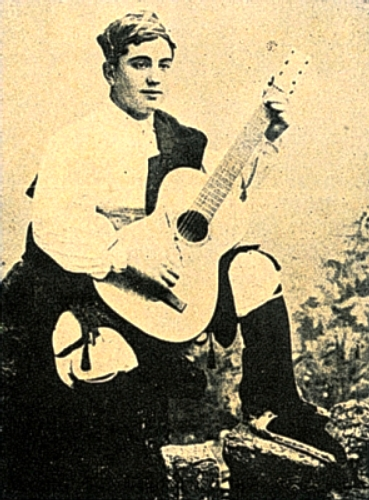
Juanito Pardo.

Juanito Pardo Miranda (Zaragoza, 1884 - Buenos Aires, Argentina, 10-12-1943) fue un cantador de jota aragonesa, considerado como uno de los más grandes de su historia, que dominó junto a José Moreno, el «Niño Moreno» (también conocido como el Baturrico de Andorra), los últimos años del siglo XIX y la primera década del XX con sus precoces talentos, bajo el magisterio de su descubridor, el célebre folclorista de este estilo Santiago Lapuente, con quien recorrería todos los escenarios nacionales en compañía del gran bandurrista Ángel Sola (el Sarasate de la Bandurria).
A la temprana edad de doce años se hizo con el Primer Premio del Certamen Oficial de Jota Aragonesa de Zaragoza de 1896. A los diecinueve obtiene el Premio Extraordinario, reservado solo a cantadores ya galardonados con el primer premio. En 1907 marchó a Argentina, país en el que residió en adelante hasta su muerte.
Dominó dieciocho estilos de cantas, entre los que destacaban las «zaragozanas netas», las «recortadas», las «aragonesas puras» y el «estilo de Barbastro». De su voz queda grabado un registro sonoro de 1903, año en el que obtiene su Premio Extraordinario de jota. Cantó para públicos multitudinarios y su fama fue grande, al menos hasta su marcha a América